# IHF-Pokal der Frauen 1987/88
Der IHF-Pokal der Frauen 1987/88 war die siebte Spielzeit des von der Internationalen Handballföderation (IHF) organisierten Wettbewerbs, an dem 21 Mannschaften teilnahmen. Im Finale setzte sich der sowjetische Vertreter Eglė Vilnius gegen den jugoslawischen Verein ŽRK Budućnost Titograd durch.

## Teilnehmende Mannschaften
| Union Hollabrun (Österreich)           |
| Nopri Avanti Lebekke (Belgien)         |
| VIF G. Dimitrov Sofia (Bulgarien)      |
| Slovnaft Bratislava (Tschechoslowakei) |
| Norlen Nissum (Dänemark)               |
| CM Leganés (Spanien)                   |
| ESBF Besançon (Frankreich)             |

| VfL Engelskirchen (Bundesrepublik Deutschland) |
| TSC Berlin (Deutsche Demokratische Republik)   |
| Debreceni VSC (Ungarn)                         |
| Selcodata (Italien)                            |
| Esperance Rumelange (Luxemburg)                |
| Swift Arnheim (Niederlande)                    |
| Nordstrand IF (Norwegen)                       |

| E. Vigorosa (Portugal)               |
| Rulmentul Brașov (Rumänien)          |
| Eglė Vilnius (Sowjetunion)           |
| Stockholmspolisens IF (Schweden)     |
| Sigorta Ankara (Türkei)              |
| Belinka Ljubljana (Jugoslawien)      |
| ŽRK Budućnost Titograd (Jugoslawien) |

## Wettbewerb

### Runde 1
|                       | Gesamt |                      | Hinspiel | Rückspiel |
| --------------------- | ------ | -------------------- | -------- | --------- |
| CM Leganés            | 24:13  | Selcodata            | 24:13    | -:-       |
| Esperance Rumelange   | -:-    | E. Vigorosa          | -:-      | -:-       |
| Belinka Ljubljana     | 78:32  | Sigorta Ankara       | 42:13    | 36:19     |
| Stockholmspolisens IF | 41:26  | Nopri Avanti Lebekke | 22:11    | 19:15     |
| VIF G. Dimitrov Sofia | 53:43  | Union Hollabrun      | 32:17    | 21:26     |

### Achtelfinale
|                       | Gesamt |                        | Hinspiel | Rückspiel |
| --------------------- | ------ | ---------------------- | -------- | --------- |
| Swift Arnheim         | 32:41  | Eglė Vilnius           | 17:21    | 15:20     |
| ESBF Besançon         | 39:41  | Rulmentul Brașov       | 25:21    | 14:20     |
| CM Leganés            | 29:49  | TSC Berlin             | 15:21    | 14:28     |
| VfL Engelskirchen     | 47:32  | Norlen Nissum          | 26:15    | 21:170    |
| Nordstrand IF         | 62:12  | Esperance Rumelange    | 29:9     | 33:3      |
| Debreceni VSC         | 50:51  | Belinka Ljubljana      | 28:25    | 22:26     |
| VIF G. Dimitrov Sofia | 48:23  | Stockholmspolisens IF  | 29:24    | 28:17     |
| Slovnaft Bratislava   | 47:52  | ŽRK Budućnost Titograd | 24:24    | 23:28     |

### Viertelfinale
|                       | Gesamt |                        | Hinspiel | Rückspiel |
| --------------------- | ------ | ---------------------- | -------- | --------- |
| Rulmentul Brașov      | 32:41  | Eglė Vilnius           | 17:21    | 15:20     |
| VfL Engelskirchen     | 37:43  | TSC Berlin             | 20:21    | 17:22     |
| Belinka Ljubljana     | 49:40  | Nordstrand IF          | 28:22    | 21:18     |
| VIF G. Dimitrov Sofia | 30:23  | ŽRK Budućnost Titograd | 30:23    | ?:?       |

### Halbfinale
|                   | Gesamt |                        | Hinspiel | Rückspiel |
| ----------------- | ------ | ---------------------- | -------- | --------- |
| TSC Berlin        | 30:42  | Eglė Vilnius           | 16:20    | 14:22     |
| Belinka Ljubljana | 52:56  | ŽRK Budućnost Titograd | 29:26    | 23:30     |

### Finale
|              | Gesamt |                        | Hinspiel    | Rückspiel   |
| ------------ | ------ | ---------------------- | ----------- | ----------- |
| Eglė Vilnius | 56:52  | ŽRK Budućnost Titograd | 34:20 (-:-) | 22:32 (-:-) |